# Camp Bonifas
Pour les articles homonymes, voir Bonifas.

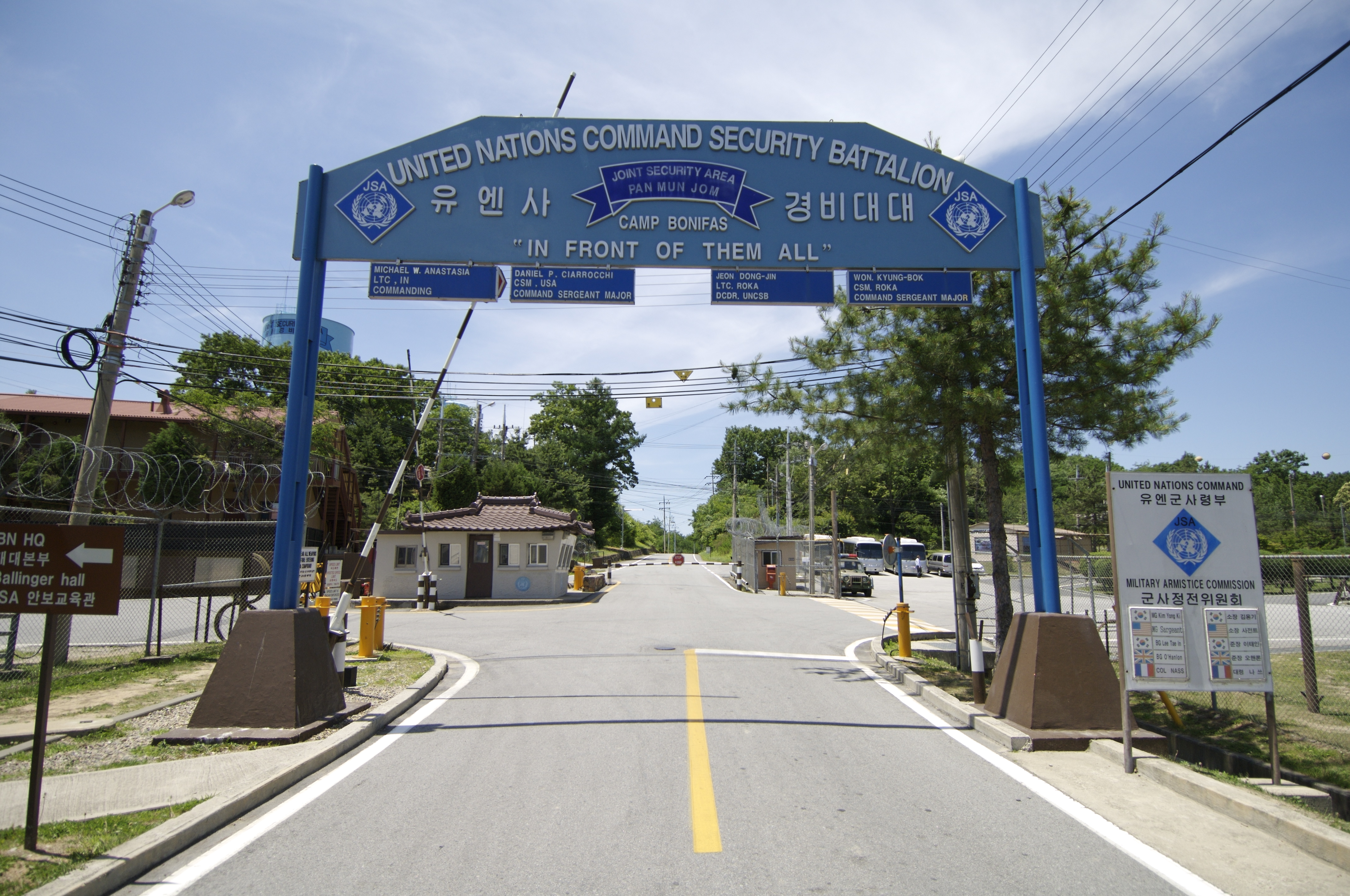
Zone coréenne démilitarisée. Porte principale du camp Bonifas. Vue du sud vers le nord.

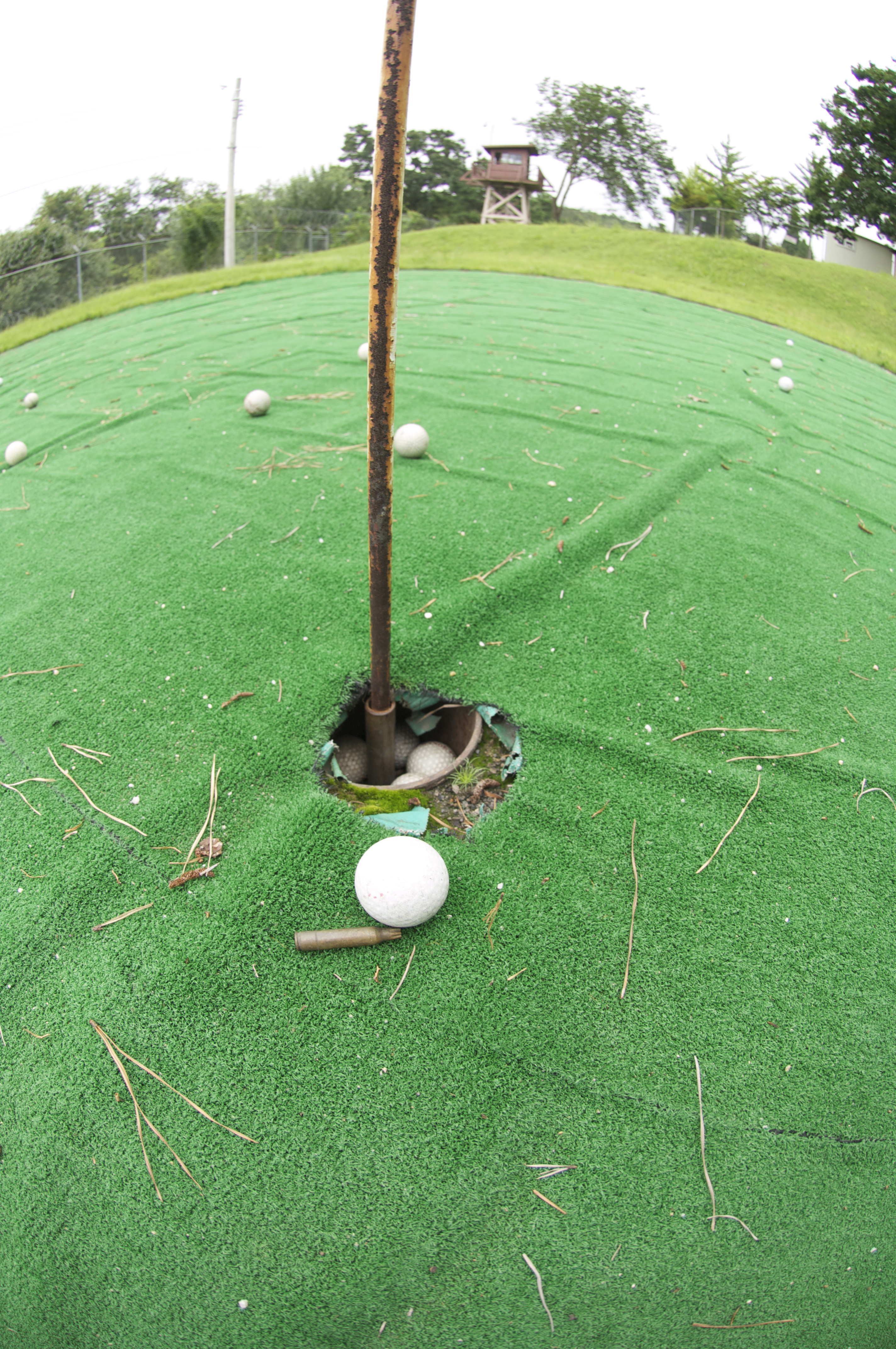
Le "terrain de golf le plus dangereux du monde". Camp Bonifas, zone coréenne démilitarisée.

Le Camp Bonifas est un poste militaire des Nations unies situé à 400 mètres au sud de la limite sud de la zone coréenne démilitarisée. Il se trouvait à 2 400 mètres au sud de la ligne de démarcation, qui constitue la frontière entre la Corée du Sud (République de Corée) et la Corée du Nord (République populaire démocratique de Corée). Il a été rendu à la République de Corée en 2006.

## Présentation
Le camp Bonifas abrite le bataillon de sécurité du commandement des Nations unies, dont la mission principale est de surveiller et d’appliquer la convention d’armistice coréenne de 1953 entre la Corée du Nord et la Corée du Sud. Les soldats de la République de Corée et des forces américaines (appelées «escortes de sécurité») effectuent les visites guidées du programme d’orientation de la DMZ. Le camp possède une boutique de cadeaux qui vend des souvenirs liés à la DMZ et à la JSA.
Le camp, anciennement connu sous le nom de Camp Kitty Hawk, a été rebaptisé le 18 août 1986 en l'honneur du capitaine de l'armée américaine Arthur G. Bonifas (promu major à titre posthume), qui a été tué par des soldats nord-coréens au cours de "l'incident du peuplier".
L'accès aux observateurs des nations neutres (Suède et Suisse), du Camp Swiss-Swede, se faisait par le Camp Bonifas.
Sur le camp se trouve un parcours de golf qui comprend un green en Astroturf et qui est entouré des trois côtés par des champs de mines. Sports Illustrated l'a qualifié de "trou le plus dangereux du golf". Selon certaines informations, au moins une balle aurait fait exploser une mine terrestre.